# PolicyCop
PolicyCopは、一貫性、正確性、俊敏性の向上を図る自動化された、サービス品質通信ルールであるネットワーク情報量技術ソフトウェア定義ネットワークアプリケーションである。ソフトウェア定義ネットワークが提供する拡張性と弾力性を活用して、ネットワークの進行方向を任意に変えるための装置、柔軟なネットワーク情報管理、動的ネットワーク情報プログラミング、カスタムネットワーク情報集約を実現する。
11のソフトウェアモジュールと2つのデータベースで構成されている。主な機能は、ネットワークを監視してポリシー違反を検出し、違反したポリシーを強化するようにネットワークを再構成することである。SDNのコントロールプレーンを使用して、QoSポリシーへの準拠を監視します。